# Viscum shirense
Viscum shirense là một loài thực vật có hoa trong họ Santalaceae. Loài này được Sprague miêu tả khoa học đầu tiên năm 1911.